# جلاير (مشكين شهر)
جلاير هي قرية في مقاطعة مشكين شهر، إيران. عدد سكان هذه القرية هو 714 في سنة 2006.